# Бойко Іван Іванович
Іва́н Іва́нович Бо́йко (*1892, с. Олексинці нині Срібнянського району Чернігівської області, Україна. — †3 листопада 1937, урочище Сандармох, Карелія) — український вчений-агроном. Ветеран Армії УНР. Жертва сталінського терору.
Національність — українець.

## Біографія
Народився у козацькому становому селі Олексинці (колишня Срібнянська сотня Прилуцького полку) в родині заможного господаря Івана Бойка.
Під час І Світової війни мобілізований до царського війська. З початком української революції 1917 опинився в Білому русі, включився у боротьбу Добровольчої армії Денікіна, де служив у чині штабс-капітана. Проте певний час був старшиною і Армії УНР, сотником Головного Отамана Симона Петлюри.
Ставлення Бойка до української державної ідеї невідоме, але в 1920-х роках він пройшов люстрацію комуністичної влади та процес дерусифікації — обов'язковий для працівників державних органів УСРР. Відтак зробив успішну кар'єру в сільськогосподарській галузі, підвищивши кваліфікацію агронома.
Наприкінці 1920-х обіймав посаду старшого агронома Укрплодоовоч Трактороцентру в Харкові — столиці УСРР. З початком геноциду українського народу 1932—1933 втратив лояльність до влади, чим швидко потрапив у поле зору органів НКВД СССР. Арештований 31 грудня 1932 року за «шкідницьку діяльність» («контрреволюційна змова в сільському господарстві»). Слідчі органи дали стислу характеристику Бойка, яка сама по собі могла бути підставою для розстрілу в тих умовах: «Син великого куркуля, штабс-капітан армії Денікіна, безпартійний».
Колегія ОГПУ СССР 11 березня 1933 за статтею 58/4, 6 та 7 КК РСФСР (отже, формально Бойка судили не за законами УСРР) засудила його на 8 років тюремного ув'язнення. Того ж року доставлений до установи (СЛОН) на Соловецьких островах у Білому морі.
Тут він поповнив «українську колонію» політзеків. У спогадах Семена Підгайного є добра згадка про нього. Бойко 
| «був великим організатором і тямущим господарем. Був хорошим товаришем, хоч і недовірливим» | За свідченнями Підгайного, якось Бойко зізнався друзям, що служив сотником у Петлюри. Участь у житті української громади послужила підставою для фабрикації проти Бойка нового звинувачення й покарання (розстріл).
Дослідник Сергій Білоконь відтворює хід подій:
| Один з епізодів цієї кривавої вакханалії — засідання окремої трійки УНКВД Ленінградської області, що відбулось 9 жовтня 1937 року й провело «чистку» Соловецької тюрми ҐУҐБ НКВД СРСР. Головував на цьому засіданні Л. Заковський за членів В. Ґаріна й Б. Позерна та секретаря Єґорова. Першою пройшла справа № 103008-1937 р. на 52 особи, засуджених за контрреволюційну терористичну діяльність на різні строки. …Третьою розглянули справу № І03009-1937 р. на 65 осіб. Оперативна частина Соловецької тюрми подала, що цю групу людей засуджено на різні строки за к.-р. терористичну, шпигунську та диверсійну діяльність, але вони «продовжують к.-р. діяльність і провадять серед засуджених повстанську агітацію». |
Бойко у цьому списку має № 25. Розстріляний в урочищі Сандармох 3 листопада 1937.
Реабілітований Військовою колегією ВС СРСР 12 березня 1957 року.